# William Kenneth Richmond
William Kenneth Richmond (ur. 1910 w Darlington, zm. 1990 w Halesworth) – angielski pedagog.

## Życiorys
Po studiach pedagogicznych pracował jako dyrektor szkoły, a następnie był wykładowcą pedagogiki oraz zajmował stanowisko specjalisty od spraw wychowania w BBC (1945–1951). W latach 1953–1977 był profesorem na uniwersytecie w Glasgow, a jako visiting professor prowadził wykłady na uczelniach w Stanach Zjednoczonych i Kanadzie. Był redaktorem Scottisch Educational Studies.
Zajmował się badaniami naukowymi nad rozwojem pedagogiki kładąc szczególny nacisk na badanie wpływu techniki na przemiany szkoły jako placówki edukacyjnej, wprowadzanie nowych technologii dydaktycznych oraz planowanie rozwoju oświaty. Zajmował się również podstawowymi problemami pedagogiki ogólnej.

## Publikacje książkowe
- 1945: Education in England
- 1949: Purpose in the junior school
- 1953: The rural school, its problems and prospects
- 1954: Socrates and the Western World; an essay in the philosophy of education
- 1956: Education in the U.S.A. a comparative study
- 1957: Cultural and General Education
- 1961: Readings in Education
- 1965: Teachers and machines; an introduction to the theory and practice of programmed learning
- 1966: The Teaching Revolution
- 1968: The Education Industry
- 1968: Educational Planning: Old and New Perspectives
- 1970: Deschooling in an Age of Technology
- 1970: The concept of educational technology: a dialogue with yourself
- 1971: The school curriculum
- 1972: The literature of education: a critical bibliography, 1945–1970
- 1973: The Free School
- 1974: Educazione permanente nella società aperta
- 1975: Education and schooling
- 1978: Education in Britain Since 1944

Źródła.